# Brian Pumper
Brian Pumper, de son vrai nom Michael Felton, (21 avril 1981 à Hempstead, New York – ), est un acteur de films pornographiques et rappeur franco-américain.

## Carrière
Il a joué dans plus de 700 films X et s'est autoproclamé  « Légende du porno » à cause de son sexe de taille moyenne que toutes ses partenaires féminines adorent.
Il est également rappeur, connu pour les titres I Shine Fam ou encore Chocolate Hood Pussy. En 2010,  il sort une mixtape sur iTunes, intitulée I Get Biz.
Brian Pumper a fait la polémique aux USA car il est accusé d'avoir encouragé la fille de Laurence Fishburne, Montana Fishburne, de faire du X, sous le nom de « Chippy D », avec Vivid.
Il est renommé dans le milieu pour aimer la pratique du "rimm" qui consiste à se faire lêcher l'anus par ses partenaires féminines. Ce que ses détracteurs ne manquent pas de mentionner en insinuant qu'il est certainement gay.

## Récompenses et nominations
Récompenses
- 2004 : AVN Award - Best Three-Way Sex Scene avec Jessica Darlin et Jules Jordan
- 2008 : Urban X Awards Spice Award - Best Anal Sex Scene avec Aurora Jolie

Nominations
- 2003 : XRCO Award - Best Three-Way Sex Scene avec Jessica Darlin et Jules Jordan
- 2009 : AVN Award - Best Director Ethnic Video, Best Anal Themed Release